# Bouvandji
Les Bouvandji, (orthographié également Buvandji ou Buvanji) constituent chronologiquement une confrérie de forgerons, un clan et une dynastie des royaumes de Ngoyo et de Loango.

## Origines
À la suite de la désorganisation du royaume du Kongo par les colons portugais, des flux migratoires se dirigent vers le nord, dans l'actuelle province angolaise de Cabinda, l'ouest de la république démocratique du Congo et de la république du Congo.
Les mythes fondateurs des royaumes Ngoyo et Loango attribuent leur création au XIe siècle, à une confrérie de forgerons du peuple Woyo. Celle-ci, par sa maîtrise du feu et du fer forgé, va naturellement s'imposer. D'abord en créant l'État de Ngoyo, puis en élargissant son hégémonie au Loango voisin. 
Les populations autochtones d'alors sont les pygmées Babongo ou Batwa., elles-mêmes supplantées par les peuples Vili et Yombé.
Plus tard au XIIIe siècle, la migration s'est orientée vers la plaine côtière atlantique. C'est l'étape de la conquête guerrière des rois-forgerons, le nouvel ordre sociopolitique. Les Bouvandji en réduisant en esclavage les femmes, dans le but de leur donner des enfants qui, de ce fait, appartenaient au clan du maître, avec l'objectif d’assurer leur succession. Toutes ces exactions vont exaspérer les populations de sorte qu'après le règne de neuf rois, la dynastie des Bouvandji va s'éteindre pour laisser la place aux clan Kondi et Nkata.
Les notables (biva bi Lwangu) des 27 clans primordiaux Kongo jouèrent un rôle prépondérant dans la suite de cette rupture dynastique.
D’après René Mavoungou Pambou: « Il existe dans la partie Sud du Congo-Brazzaville un royaume ou un État dénommé Loango, au sein duquel cohabitent les Yombé, Lumbu, Kugni, Vili sans oublier les Bongo "pygmées." Les quatre premières ethnies faisant partie des 27 clans primordiaux kongo. Celles-ci venant de Kongo dia Ntotila "Kongo du roi" ou Kongo dia Ntete "Kongo des origines" ont migré sur les terres dont les Bongo étaient les autochtones. Les conquérants Kongo comportaient une puissante confrérie de forgerons, "celle des Buvandji, appuyée sur un corps de guerriers entreprenants s'imposant aux populations locales. Un État s'érigea, qui reçut le nom de Loango, terme désignant le pouvoir (lwaangu = le commandement politique). Grâce à eux, le pays est conquis par les armes. "Leur installation, souligne Soret, se fait par la force et non par le droit." » 